# Perrine Pelen
Perrine Pelen   (Boulogne-Billancourt, 3 de juliol de 1960) és una esquiadora francesa retirada que va guanyar 3 Medalles Olímpiques (1 de plata i 2 de bronze), 1 Campionat del Món (3 Medalles en total), 1 Copa del Món a disciplina d'Eslàlom i 15 victòries a la Copa del Món d'esquí alpí (amb un total de 43 podis).
Perrine Pelen es va graduar a HEC Paris el 1988.